# Frihetens tåg
Frihetens tåg (kroatiska: Vlak slobode) eller Frihetståget är benämningen för det tågsätt som den 26 augusti 1995 färdades mellan Zagreb och Split i Kroatien. Tågsättet bestod av 20 personvagnar och dess färd via Knin kom att symbolisera den återupprättade järnvägsförbindelsen mellan huvudstaden Zagreb och landets näststörsta stad Split som under det kroatiska självständighetskriget 1991-1995 avskurits av serbiska separatistiska styrkor. Tågets resa påbörjades 20 dagar efter operation Storm då kroatiska armén intagit serbhållna områden i Kroatien. Tåget avgick från Zagrebs centralstation klockan 08:07 och på tåget fanns den dåvarande kroatiska presidenten Franjo Tuđman, statliga tjänstemän, personer som tvingats fly det ditintills ockuperade området och personer från det kroatiska kulturlivet. Under den 10 timmar och 4 minuter (tåget anlände 18:11 i Split)  långa resan passerade tåget flera städer däribland Karlovac och Gospić på sin väg till Split. Utöver dess politiska och militära symbolik kom händelsen att ha en viktig ekonomisk betydelse i landets fortsatta ekonomiska utveckling.   